# Mark Nielsen (Filmproduzent)
Mark Nielsen ist ein US-amerikanischer Filmproduzent, Oscar- und Emmypreisträger.

## Leben
Nielsen begann seine Karriere bei Pixar im Bereich der visuellen Effekte für den Animationsfilm Das große Krabbeln (1998). Es folgten Arbeiten als Koproduzent für Cars 2 und Alles steht Kopf. 2020 erhielt er als Produzent zusammen mit Josh Cooley und Jonas Rivera den Oscar für A Toy Story: Alles hört auf kein Kommando. Ebenfalls 2020 gewann er zusammen mit Bob Peterson den Emmy für Forky hat eine Frage.
Nielsen ist Vater von drei Töchtern und einem Sohn.

## Filmografie

### Produzent
- 2006: Hook und das Geisterlicht (Kurzfilm)
- 2015: Rileys erstes Date? (Kurzfilm)
- 2019: A Toy Story: Alles hört auf kein Kommando (Toy Story 4)
- 2019–2020: Forky hat eine Frage (TV-Serie) (Forky Asks a Question)
- 2024: Alles steht Kopf 2 (Inside Out 2)

### Koproduzent
- 2011: Cars 2
- 2015: Alles steht Kopf (Inside Out)

### Produktionsmanager
- 2006: Cars
- 2009: Oben (Up)

### Visuelle Effekte
- 1998: Das große Krabbeln (A Bug’s Life)
- 1999: Toy Story 2
- 2001: Die Monster AG (Monsters, Inc.)

## Auszeichnungen
- 2019: Hollywood Film Awards: Auszeichnung in der Kategorie Animation des Jahres für A Toy Story: Alles hört auf kein Kommando
- 2020: Academy Awards: Oscar in der Kategorie Bester animierter Spielfilm für A Toy Story: Alles hört auf kein Kommando
- 2020: Producers Guild of America Award: PGA Award in der Kategorie Beste Produktion eines animierten Kinofilms für A Toy Story: Alles hört auf kein Kommando
- 2020: Awards Circuit Community Awards: ACCA in der Kategorie Bester animierter Spielfilm für A Toy Story: Alles hört auf kein Kommando
- 2020: Gold Derby Awards: Auszeichnung in der Kategorie animierter Spielfilm für A Toy Story: Alles hört auf kein Kommando
- 2020: Online Film & Television Association Film Awards: OFTA Award in der Kategorie Bester animierter Spielfilm für A Toy Story: Alles hört auf kein Kommando
- 2020: Primetime Emmy Awards: Auszeichnung in der Kategorie Bestes animiertes Kurzfilm Programm für Forky hat eine Frage